# Kościeliski Potok

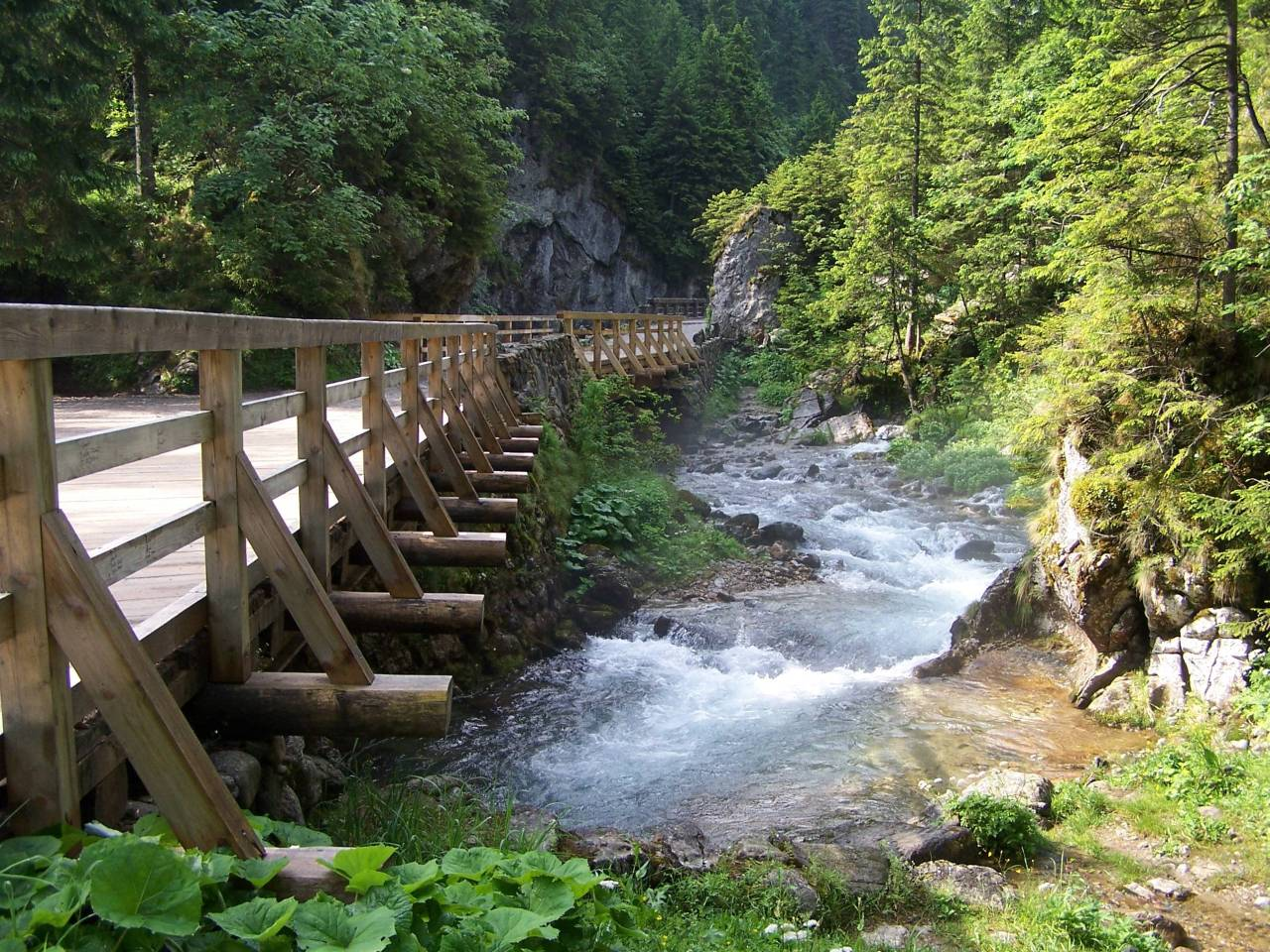
Kościeliski Potok

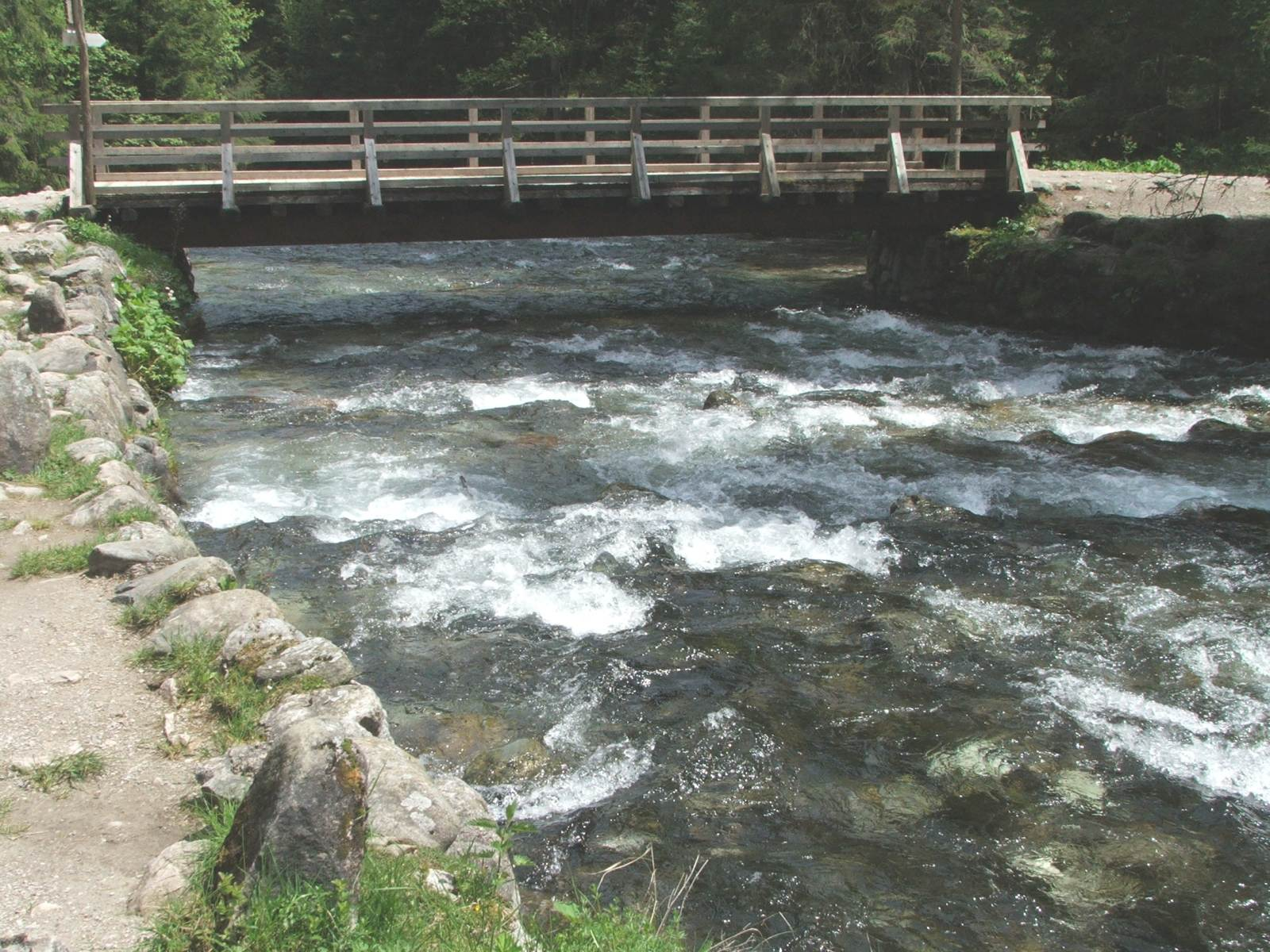
Kościeliski Potok przy ścieżce do Jaskini Mroźnej

Kościeliski Potok – potok płynący dnem Doliny Kościeliskiej w Tatrach Zachodnich. Za jego źródłowy ciek uważany jest Pyszniański Potok. Od ujścia Miętusiego Potoku Kościeliski Potok zmienia nazwę na Kirową Wodę. W Roztokach (część wsi Witów) Kirowa Woda łączy się Siwą Wodą i od tego miejsca zaczyna się formalny bieg Czarnego Dunajca.
Długość potoku w obrębie Tatr wynosi 8,5 km (łącznie z Pyszniańskim Potokiem), jeśli jednak doda się jego dolny bieg (Kirową Wodę), to łączna długość wynosi 11 km. Powierzchnia zlewni wynosi 35 km² – tyle, co powierzchnia Doliny Kościeliskiej, jednak w istocie jest większa, gdyż podziemnymi przepływami przesącza się do Kościeliskiego Potoku część wód z sąsiednich dolin. Udowodniono, że w dolnej części potoku płynie więcej wody niż wynosi zasilanie w jego zlewni – część wód jest pobieranych podziemnymi przepływami ze zlewni potoku płynącego Doliną Małej Łąki. Średni przepływ Kościeliskiego Potoku w skali roku wynosi 1500 l/s. W stosunku do innych potoków tatrzańskich jego wody mają mały spadek – średnio tylko 41 m/km.
Pyszniański Potok będący górnym biegiem Kościeliskiego Potoku wypływa ze źródeł na północnych zboczach Kamienistej, leżących na wysokości ok. 1320 m. Największe z tych źródeł ma wydajność kilkanaście l/s i znajduje się w rumoszu skalnym. Głównymi dopływami są: Babi Potok, Dolinczański Potok, Ornaczański Potok, Iwanowski Potok, Tomanowy Potok, Miętusi Potok i Lodowe Źródło. Liczba dopływów jest mniejsza niż w sąsiednim, bliźniaczym Chochołowskim Potoku – wynika to z faktu, że znaczna część skał w zlewni Kościeliskiego Potoku jest podatna na zjawiska krasowe.
Kościeliski Potok przepływa niemal przez wszystkie rodzaje skał budujących Tatry, w jego korycie znajdują się ogromne głazy, niewielkie wodospady i wybite pod nimi głębsze miejsca. W niektórych miejscach potok wyciął w wapiennej skale głębokie koryto, ograniczone z obu stron wysokimi, pionowymi niemal ścianami. Są to tzw. bramy: Wyżnia (Raptawicka Brama), Pośrednia (Brama Kraszewskiego) i Niżnia Kościeliska Brama (Brama Kantaka). Potok zachowuje się na trasie swojego przepływu niecodziennie: ilość płynącej nim wody w miarę oddalania się od źródeł wcale nie wzrasta proporcjonalnie do ilości zasilających go wód powierzchniowych i podwodnych. Przyczyną tego jest przepływanie wód przez wapienne podłoże i zjawiska krasowe, powodujące, że część wody znika w podziemnych szczelinach.
Poniżej Doliny Smytniej ilość płynącej wody zmniejsza się, a potem niekiedy (po wybudowaniu betonowego filara mostu na potoku) zanika zupełnie w ponorach – sporadycznie prawie aż do Polany Pisanej koryto jest suche. Tutaj ponownie pod Skałą Pisaną pojawia się woda w potoku, wypływająca z dużego wypływu krasowego – Jaskini Wodnej pod Pisaną. Niewielki strumień wody wypływa też do potoku po przeciwnej stronie z wylotu Jaskini Wodnej pod Raptawicką. Ilość wody płynącej potokiem znacznie wzrasta po zasileniu wywierzyskiem Lodowego Źródła, ale poniżej Bramy Kantaka maleje prawie czterokrotnie, niknąc w ogromnym kamienisku.
W wodach potoku zobaczyć można rzadkiego ptaka pluszcza – tutaj dość pospolitego. Występuje też tutaj i to niemal do samych źródeł niewielka ryba – głowacz pręgopłetwy.
Wzdłuż Kościeliskiego Potoku od Kir do schroniska PTTK na Hali Ornak prowadzi droga, a nią znakowany szlak turystyki pieszej. Droga ta kilkakrotnie przekracza mostkami Kościeliski Potok.

## Szlaki turystyczne
– wzdłuż całej długości potoku przebiega zielony szlak z Kir dnem Doliny Kościeliskiej do schroniska na Hali Ornak. Czas przejścia: 1:40 h, ↓ 1:35 h.